# Saucelle
Saucelle egy község Spanyolországban, Salamanca tartományban. Saucelle Vilvestre, Barruecopardo, Bermellar, Hinojosa de Duero és Freixo de Espada à Cinta községekkel határos. Lakosainak száma 252 fő (2024).

## Népesség
A település népessége az elmúlt években az alábbi módon változott:
| Lakosok száma | 411  | 386  | 385  | 374  | 383  | 339  | 295  | 276  | 266  | 252  |
|               | 2001 | 2004 | 2007 | 2009 | 2012 | 2014 | 2017 | 2019 | 2022 | 2024 |